# آب‌انبار شماره یک کریت
آب‌انبار شماره یک کریت مربوط به دورهٔ قاجار است و در شهرستان طبس، روستای کریت واقع شده و این اثر در تاریخ ۱۶ اسفند ۱۳۸۴ با شمارهٔ ثبت ۱۴۸۵۳ به‌عنوان یکی از آثار ملی ایران به ثبت رسیده است.